# Mortroux
Pour l’article homonyme, voir Mortroux (Dalhem).
Mortroux est une commune française située dans le département de la Creuse en région Nouvelle-Aquitaine.
Les habitants sont les Morterolais et les Morterolaises.

## Géographie
| Lourdoueix-Saint-Pierre | La Forêt-du-Temple |                 |
|                         | Mortroux           | Moutier-Malcard |
| Linard                  | Malval             |                 |

### Climat
Pour des articles plus généraux, voir Climat de la Nouvelle-Aquitaine et Climat de la Creuse.
Historiquement, la commune est dans une zone de transition entre le climat océanique limousin et le climat montagnard.  
En 2020, Météo-France publie une typologie des climats de la France métropolitaine dans laquelle la commune est dans une zone de transition entre le climat océanique altéré et le climat de montagne et est dans la région climatique  Ouest et nord-ouest du Massif Central, caractérisée par une pluviométrie annuelle de 900 à 1 500 mm, maximale en automne et en hiver.
Pour la période 1971-2000, la température annuelle moyenne est de 10,5 °C, avec  une amplitude thermique annuelle de 15,2 °C. Le cumul annuel moyen de précipitations est de 902 mm, avec 12,7 jours de précipitations en janvier et 7,6 jours en juillet. Pour la période 1991-2020, la température moyenne annuelle observée sur la station météorologique la plus proche, située sur la commune de Bonnat à 8 km à vol d'oiseau, est de 11,5 °C et le cumul annuel moyen de précipitations est de 887,3 mm,. Pour l'avenir, les paramètres climatiques de la commune estimés pour 2050 selon différents scénarios d’émission de gaz à effet de serre sont consultables sur un site dédié publié par Météo-France en novembre 2022.

## Urbanisme

### Typologie
Au 1er janvier 2024, Mortroux est catégorisée commune rurale à habitat très dispersé, selon la nouvelle grille communale de densité à 7 niveaux définie par l'Insee en 2022.
Elle est située hors unité urbaine et hors attraction des villes,.

### Occupation des sols
L'occupation des sols de la commune, telle qu'elle ressort de la base de données européenne d’occupation biophysique des sols Corine Land Cover (CLC), est marquée par l'importance des territoires agricoles (90,8 % en 2018), une proportion identique à celle de 1990 (90,8 %). La répartition détaillée en 2018 est la suivante : 
prairies (51,8 %), zones agricoles hétérogènes (39 %), forêts (6,6 %), zones urbanisées (2,6 %). L'évolution de l’occupation des sols de la commune et de ses infrastructures peut être observée sur les différentes représentations cartographiques du territoire : la carte de Cassini (XVIIIe siècle), la carte d'état-major (1820-1866) et les cartes ou photos aériennes de l'IGN pour la période actuelle (1950 à aujourd'hui).

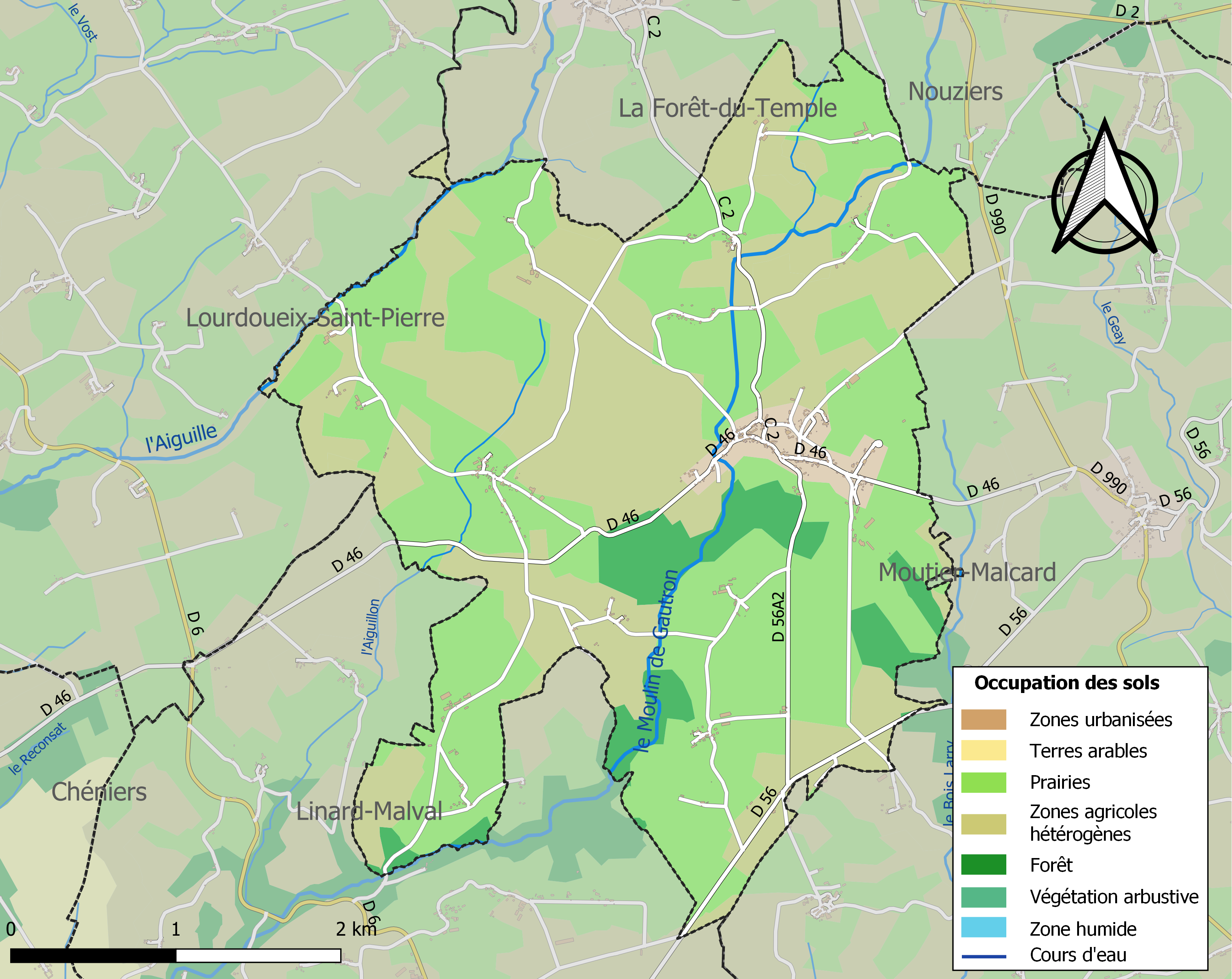
Carte des infrastructures et de l'occupation des sols de la commune en 2018 (CLC).

### Risques majeurs
Le territoire de la commune de Mortroux est vulnérable à différents aléas naturels : météorologiques (tempête, orage, neige, grand froid, canicule ou sécheresse) et séisme (sismicité faible). Il est également exposé à un risque particulier : le risque de radon. Un site publié par le BRGM permet d'évaluer simplement et rapidement les risques d'un bien localisé soit par son adresse soit par le numéro de sa parcelle.

#### Risques naturels

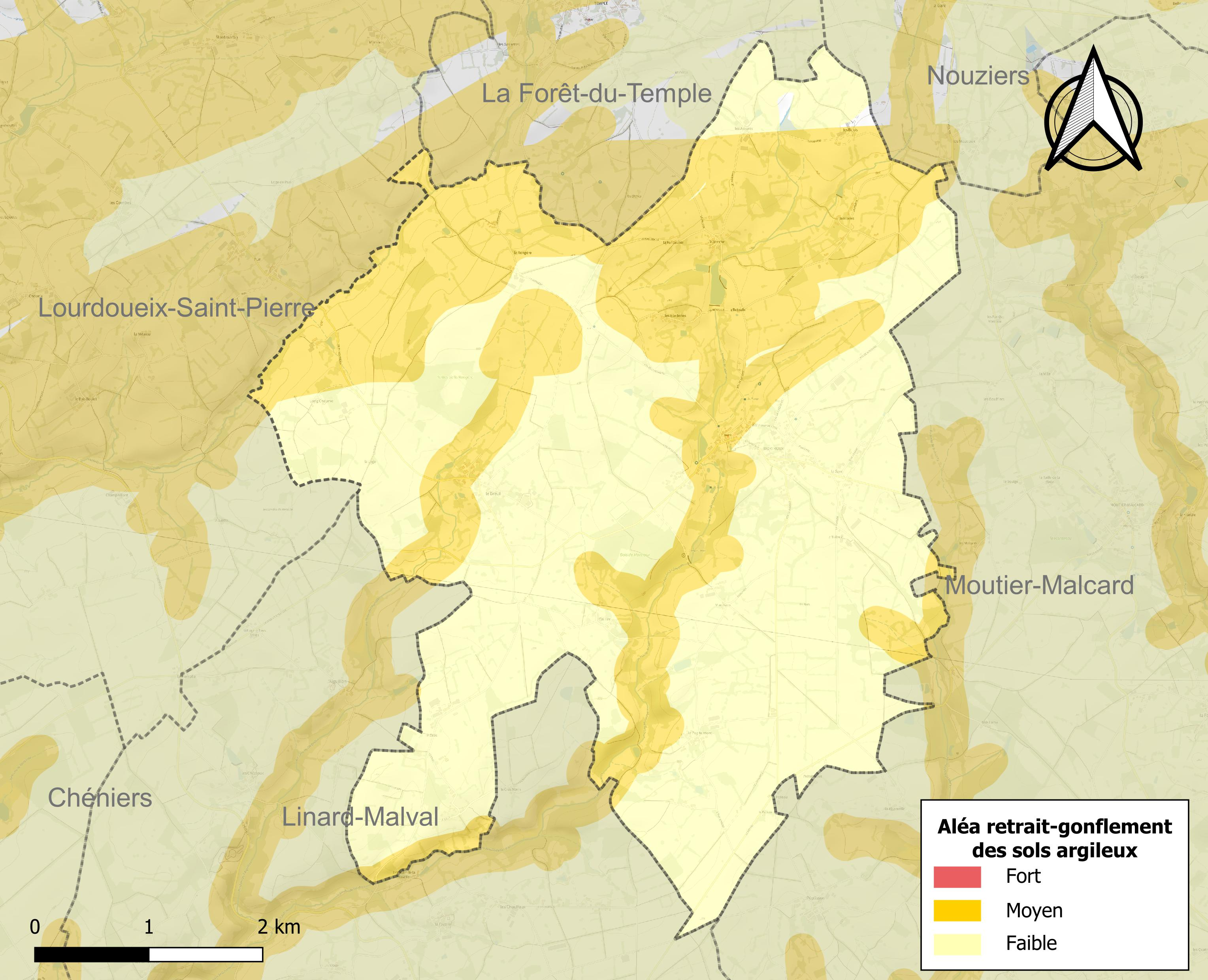
Carte des zones d'aléa retrait-gonflement des sols argileux de Mortroux.

Le retrait-gonflement des sols argileux est susceptible d'engendrer des dommages importants aux bâtiments en cas d’alternance de périodes de sécheresse et de pluie. 40,2 % de la superficie communale est en aléa moyen ou fort (33,6 % au niveau départemental et 48,5 % au niveau national). Sur les 202 bâtiments dénombrés sur la commune en 2019,  76 sont en aléa moyen ou fort, soit 38 %, à comparer aux 25 % au niveau départemental et 54 % au niveau national. Une cartographie de l'exposition du territoire national au retrait gonflement des sols argileux est disponible sur le site du BRGM,.
Par ailleurs, afin de mieux appréhender le risque d’affaissement de terrain, l'inventaire national des cavités souterraines permet de localiser celles situées sur la commune.
La commune a été reconnue en état de catastrophe naturelle au titre des dommages causés par les inondations et coulées de boue survenues en 1982 et 1999. Concernant les mouvements de terrains, la commune a été reconnue en état de catastrophe naturelle au titre des dommages causés par la sécheresse en 2019 et par des mouvements de terrain en 1999.

#### Risque particulier
Dans plusieurs parties du territoire national, le radon, accumulé dans certains logements ou autres locaux, peut constituer une source significative d’exposition de la population aux rayonnements ionisants. Certaines communes du département sont concernées par le risque radon à un niveau plus ou moins élevé. Selon la classification de 2018, la commune de Mortroux est classée en zone 2, à savoir zone à potentiel radon faible mais sur lesquelles des facteurs géologiques particuliers peuvent faciliter le transfert du radon vers les bâtiments.

## Héraldique
| Blason de Mortroux | Blason  | Deux écus accolés : (1) Coupé d'argent et de sable au lion brochant de l'un en l'autre, à la bordure réduite de gueules. (2) De gueules à trois vases sphériques d'or ; au chef hermine. |
| Blason de Mortroux | Détails | Le statut officiel du blason reste à déterminer. |

## Politique et administration
| Période                                  | Période   | Identité             | Étiquette | Qualité |
| ---------------------------------------- | --------- | -------------------- | --------- | --- |
| mars 1953                                | mars 1983 | André Chandernagor   | SFIO-PS   | Député, Ministre, Conseiller général |
| mars 1989                                | mars 2008 | Thierry Chandernagor | PS        | Président de la Communauté de Communes Marche Avenir Conseiller général du canton de Saint-Sulpice-les-Champs (1985-1998) Président du Conseil général (1992-1994) Fils d'A. Chandernagor |
| mars 2008                                | En cours  | Guy Marsaleix        | UMP-LR    | Retraité de la Gendarmerie Conseiller départemental depuis juin 2019,Président de la Communauté de communes                                                                               |
| Les données manquantes sont à compléter. |           |                      |           | |

## Démographie
Dès le Moyen Âge, les Creusois émigrent vers les grandes villes. Dans tous les villages les hommes partent souvent dans les métiers du bâtiment de mars à novembre. Certains s'installent définitivement dans ces villes. Au XXe siècle, la guerre de 1914-1918 décime une génération et marque l'accélération du dépeuplement des campagnes. Après la Seconde Guerre mondiale, les campagnes limousines, et même les villes continuent de se dépeupler et la moyenne d'âge augmente sans arrêt. De 1851 (287 000 habitants) à 2005 (123 000 habitants), le département a perdu plus de la moitié de sa population ; Mortroux ne déroge pas à cette évolution.
Mais au début du XXIe siècle, et contrairement à toutes les prévisions, la région connaît un regain démographique. Certes, c'est un phénomène très limité, mais historique : en cinq ans, le Limousin a gagné quelque 14 000 habitants en passant de 710 939 habitants en 1999 à 725 000 habitants en 2005. Cette tendance se confirme en 2006, ce qui a fait la une du journal régional Le Populaire du Centre, daté du mercredi 31 mai 2006 : « Nouveau baby-boom ».
Les causes principales de ce renouveau sont la venue de Britanniques et de Néerlandais attirés par des prix de maison attractifs, de retraités en quête de nature et d'étudiants ayant fini leurs études. Depuis maintenant une dizaine d'années, le phénomène touche aussi les zones rurales, surtout celles qui, comme la Creuse, promeuvent un tourisme dit « vert » et/ou situées le long des grands axes de circulation (par exemple l'autoroute A20 en Limousin et l'A75).
Le recensement de 2005 fait toujours apparaître pour le département une diminution du nombre d'habitants, mais celle-ci serait certainement plus importante sans l'apport de cette nouvelle immigration. Pour ce qui concerne le Limousin, si la Creuse perd de la population, la Haute-Vienne et la Corrèze en gagnent.
L'évolution du nombre d'habitants est connue à travers les recensements de la population effectués dans la commune depuis 1793. Pour les communes de moins de 10 000 habitants, une enquête de recensement portant sur toute la population est réalisée tous les cinq ans, les populations de référence des années intermédiaires étant quant à elles estimées par interpolation ou extrapolation. Pour la commune, le premier recensement exhaustif entrant dans le cadre du nouveau dispositif a été réalisé en 2007.

En 2022, la commune comptait 276 habitants, en évolution de −4,17 % par rapport à 2016 (Creuse : −3,32 %, France hors Mayotte : +2,11 %).
| 1793 | 1800 | 1806 | 1821 | 1831 | 1836  | 1841  | 1846  | 1851  |
| ---- | ---- | ---- | ---- | ---- | ----- | ----- | ----- | ----- |
| 752  | 590  | 570  | 753  | 808  | 1 099 | 1 098 | 1 144 | 1 179 |

| 1856  | 1861 | 1866  | 1872  | 1876  | 1881  | 1886 | 1891 | 1896 |
| ----- | ---- | ----- | ----- | ----- | ----- | ---- | ---- | ---- |
| 1 090 | 997  | 1 025 | 1 019 | 1 089 | 1 056 | 645  | 656  | 645  |

| 1901 | 1906 | 1911 | 1921 | 1926 | 1931 | 1936 | 1946 | 1954 |
| ---- | ---- | ---- | ---- | ---- | ---- | ---- | ---- | ---- |
| 588  | 604  | 648  | 604  | 597  | 552  | 566  | 614  | 539  |

| 1962 | 1968 | 1975 | 1982 | 1990 | 1999 | 2006 | 2007 | 2012 |
| ---- | ---- | ---- | ---- | ---- | ---- | ---- | ---- | ---- |
| 511  | 484  | 420  | 384  | 331  | 318  | 308  | 307  | 298  |

| 2017 | 2022 | - | - | - | - | - | - | - |
| ---- | ---- | - | - | - | - | - | - | - |
| 285  | 276  | - | - | - | - | - | - | - |

## Lieux et monuments
- La poterie fit la réputation de Mortroux jusqu'au XIIe siècle : des épis de faîtage en poterie polychrome ornent plusieurs maisons du village.

Au centre du bourg, l’église Sainte Marie-Madeleine, de style roman au clocher couvert de bardeaux, comporte encore quelques éléments datant du XIIe siècle.
Face à elle, un imposant tilleul, le "Sully", aurait été planté sous le règne d'Henri IV, il y a plus de 400 ans.

## Personnalités liées à la commune
André Chandernagor, ancien ministre de François Mitterrand de 1981 à 1983, fut maire de la commune de 1953 à 1983.